# Kolf
Kolf é um jogo de mini-golfe para o KDE, desenvolvido por Jason Katz-Brown em 2002. O campo é apresentado ao jogador em vista de pássaro/vista áerea. O programa inclui um editor de percursos que permite ao jogador criar seus próprios campos.